# Hugo Lehner
Hugo Lehner (* 1901 in Zermatt; † 14. Oktober 1952 ebendort) war ein Schweizer Militärpatrouillenläufer, Skirennläufer, Filmschauspieler, Bergführer und Feldwebel.
Bei den Olympischen Winterspielen 1928 gewann er im Militärpatrouillenlauf, der als Demonstrationswettkampf ausgetragen wurde, zusammen mit Antoine Julen, Fritz Kuhn und Otto Furrer die Bronzemedaille.
Er arbeitete in Zermatt er als Bergführer und war nach den Olympischen Spielen 1928 etwa 20 Jahre lang an zahlreichen Bergfilmen von oder mit Luis Trenker beteiligt, zunächst in Nebenrollen, später als Produktionsleiter. Auch im Film Tiefland von Leni Riefenstahl spielte er mit und soll die Sinti-Statisten aus dem Zwangslager Salzburg-Maxglan rekrutiert haben.